# Pianotrio nr. 1 (Sinding)
Christian Sinding voltooide zijn Pianotrio nr. 1 in D majeur waarschijnlijk in 1893. Het behoort tot zijn repertoire dat in de vergetelheid is geraakt. Het bestaat uit drie delen:
- Allegro
- Andante
- Con fuoco (met vuur)

Dit eerste pianotrio staat volledig in de schaduw van Pianotrio nr. 2 en nr. 3. Het werk werd uitgegeven door Wilhelm Hansen, een muziekuitgeverij in Kopenhagen en Leipzig. Het werk is opgedragen aan pianist Franz Rummel (1853-1901), een Brits pianist die zich meer wijdde aan lesgeven dan aan concerteren. Rummel was leraar van Isaac Albeniz en vader van Walter Rummel. Wellicht hebben Sinding en Rummel het werk samen uitgevoerd in de dagen voorafgaand aan 11 maart 1894, toen Rummel soleerde in het Pianoconcert van Sinding. Rummel verbleef toen een hele week in Oslo.
Sinding populairste werk Frühlingsrauschen wordt soms toebedeeld als deel 3 van zijn opus 23. Dat is onjuist, dat werkje is afkomstig uit Sechs Stücke für das Pianoforte opus 32.